# مردخاي سيغيف
مردخاي سيغيف Mordechai Segev هو عالم فيزياء إسرائيلي.
حصل على جائزة إسرائيل في عام 2014؟

## حياة مهنية
درس سيغيفالفيزياء في التخنيون – معهد إسرائيل للتكنولوجيا، وحصل على درجة البكالوريوس عام 1985 والدكتوراه في عام 1990.
بعد حصوله على درجة الدكتوراه، عمل كباحث ما بعد الدكتوراه في معهد كاليفورنيا للتكنولوجيا. ثم ذهب إلى جامعة برينستون في عام 1994 كأستاذ مساعد، وتمت ترقيته إلى أستاذ مشارك في عام 1997 وأستاذ كامل في عام 1999. في عام 1998 عاد سيغيف للعمل كأستاذ في التخنيون. وفي عام 2009، تم تعيينه أستاذًا متميزًا في الفيزياء والهندسة الكهربائية. 
في تسعينيات القرن العشرين، اكتشف سيغيف سوليتونات مكانية انكسارية ضوئية   وسوليتونات غير متماسكة (أو سوليتونات ذات طور عشوائي).   وقد أطلق على هذه الظاهرة اسم ظاهرة الاصطياد الذاتي في الضوء الأبيض غير المتماسك، وكان أول من وجد السوليتونات في شبكة ثنائية الأبعاد.   وكان أيضًا أول من أظهر توطين أندرسون في نظام دوري مضطرب. 

## جوائز
- 1995-1997 زمالة سلون للأبحاث
- 1997 زميل أوبتيكا
- 2000 زميل الجمعية الفيزيائية الأمريكية
- 2007 جائزة الإلكترونيات الكمومية للجمعية الفيزيائية الأوروبية
- جائزة ماكس بورن لعام 2009
- 2011 عضو في الأكاديمية الإسرائيلية للعلوم والإنسانيات
- 2014 جائزة آرثر شالو في علوم الليزر
- جائزة إسرائيل 2014
- 2015 انتخب عضوا في الأكاديمية الوطنية للعلوم
- جائزة إيميت 2019
- 2021 تم انتخابه لعضوية الأكاديمية الأمريكية للفنون والعلوم
- 2024 جائزة روتشيلد في الفيزياء [11]

## روابط خارجية
- الصفحة الرئيسية